# Hister tricuspis
Hister tricuspis är en skalbaggsart som beskrevs av Lewis 1903. Hister tricuspis ingår i släktet Hister och familjen stumpbaggar. Inga underarter finns listade i Catalogue of Life.